# Совицькі болота
Сови́цькі болота́ — ландшафтний заказник загальнодержавного значення в Україні. Розташований між селами Веренчанка (Заставнівський район) та Кліводин (Кіцманський район) Чернівецької області, в долині річки Совиці (звідси й назва). 
Площа 105 га. Статус надано 1994 року. Перебуває у віданні Кліводинської сільської ради та Веренчанської сільської ради. 
Охороняється типовий для Буковини водно-болотний ландшафт, що зберігся у природному стані. Заказник має орнітологічну цінність. Він є місцем гніздування та відпочинку під час перельотів ряду видів птахів, занесених до Червоної книги України, серед яких — лелека чорний, лунь польовий, журавель сірий, кроншнеп великий, сорокопуд сірий. Загалом на території заказника мешкає 57 видів хребетних. Тут водяться 8 видів риб, 5 видів земноводних, 5 видів ссавців. Дещо рідше можна побачити борсуків, які заходять сюди в пошуках їжі. 
Заказник протягнувся на 6,6 км впродовж русла річки Совиці від залізничного переїзду у Веренчанці до села Кліводина. Вервечка боліт завширшки від 50 до 400 м перетинає горбисту місцевість. Серед об'єктів заказника, породжених карстовими провалами, можна виділити озеро Бездонне, яке розташоване на 1 км північніше села Кліводин. Озеро діаметром 30 м має провальні лійки завширшки 10 м та завглибшки бл. 3,5 м. Останнім часом з'являються нові провали, внаслідок чого річка Совиця не має сталого русла, а витрати води компенсуються за рахунок живлення від її бічних приток. 
Совицькі болота — цікавий долинний водно-болотний ландшафт з тенденціями активного закарстування та поступового осушення.